# Penescosta duncombensis
Penescosta duncombensis är en snäckart som beskrevs av Tom Iredale 1945. Penescosta duncombensis ingår i släktet Penescosta och familjen Charopidae. Inga underarter finns listade i Catalogue of Life.